# Chapai Nawabganj (distrikt)
Chapai Nababganj (engelska: Nawabganj District, bengali: Chapai Nawabganj, engelska: Nawabganj, Chapai Nababganj District) är ett distrikt i Bangladesh.   Det ligger i provinsen Rajshahi, i den västra delen av landet, 240 km väster om huvudstaden Dhaka. Antalet invånare är 1 647 521.
Trakten runt Chapai Nababganj består till största delen av jordbruksmark. Runt Chapai Nababganj är det mycket tätbefolkat, med 1 266 invånare per kvadratkilometer.